# Giulio Ciccone
Giulio Ciccone (n. 20 decembrie 1994, Chieti, Abruzzo, Italia) este un ciclist profesionist italian, care în prezent concurează pentru Trek-Segafredo, echipă licențiată UCI WorldTeam.

## Rezultate în Marile Tururi

### Turul Italiei
7 participări
- 2016: nu a terminat competiția, câștigător al etapei a 10-a
- 2017: locul 95
- 2018: locul 40
- 2019: locul 16, câștigător al etapei a 16-a
- 2020: nu a terminat competiția
- 2021: nu a terminat competiția
- 2022: locul 25, câștigător al etapei a 15-a

### Turul Franței
2 participări
- 2019: locul 31
- 2022:

### Turul Spaniei
1 participare
- 2021: nu a terminat competiția